# La guerra que el tiempo olvidó (DC Comics)
La guerra que el tiempo olvidó fue una historia que se desarrolló en las páginas de Star Spangled War Stories, y que fue publicada por DC Comics en los años 60, esta historia, fue creada por Robert Kanigher, Ross Andru y Mike Esposit . Fue la temática central de la historieta antes mencionada durante ocho años, terminando en 1968 y regresando como serie limitada en 2008.
Esta historia era una combinación de fantasía, ciencia ficción, cuyo motivo en las historietas es que era ambientada en la Segunda Guerra Mundial, las historias que ocurrían en la historia principal fue presentada por un grupo de soldados americanos, que habían quedado varados en una isla desierta durante la Guerra del Pacífico donde descubrían que estaba poblada por dinosaurios.

## Historia sobre la publicación
La guerra que el tiempo olvidó fue creada por el escritor y editor Robert Kanigher y los artistas Ross Andru y Mike Esposito, en la revista de historietas Star Spangled War Stories #90 (mayo de 1960). Posteriormente continuaron esta historia como el eje central de la serie. Durante su tiempo, fue la principal historia que se centró el título.
El título y algunos de los lugares de interés podrían haber sido influenciados por Edgar Rice Burroughs en su novela La tierra olvidada por el tiempo, en la que los soldados y marineros de la Primera Guerra Mundial se encuentran varados en una tierra embrujada y habitada por dinosaurios en la Antártida.
Los protagonistas de las primeras aventuras no eran por lo general nunca repetían en la historia central, pero algunos de ellos aparecerían más de una vez. Entre ellos se encuentran dos soldados llamados Larry y Charlie ('Star Spangled War Stories #90, 92), los hermanos pilotos Henry, Steve y Tommy Frank llamados los "Flying Boots" ('Star Spangled War Stories #99-100, 104-105), los primeros prototipos de las unidades militares de los G.I. Robot ('Star Spangled War Stories #101-103, 125) los miembros del original Escuadrón Suicida ('Star Spangled War Stories #110-111, 116-121, 125, 127-128), los marineros PT y el Profesor ('Star Spangled War Stories #110-111), y el as de la aviación llamado "El Hermano sin alas" (Star Spangled War Stories #129, 131).
La historia principalmente se publicó en Star Spangled War Stories #90 hasta la edición #137 (aunque las ediciones # 91 y # 126 no cuentan con la guerra que el tiempo olvidó historias). La historia final fue publicada entre febrero y marzo de 1968 como el desenlace de la misma en Star Spangled War Stories, después, se contaría como Enemy Ace piloto alemán de la Primera Guerra Mundial, cambió el enfuque como personaje principal de la serie, y la trama de los dinosaurios fue retirada, aunque posteriormente este mismo tendría una aventura en la Isla contada en otra historieta. En 1973, algunas de estas historias fueron reimpresas en la historieta Star battle Tales #3 y en algunas historias de la historieta de G.I. War Tales en los números #1 y #2. La guerra olvidada por el tiempo re-aparecería en el octubre de 1976 en el número (#195) de G.I. Combat, presentando al Tanque Embrujado en una aventura en la isla.
En la década de 1980, DC brevemente volvió a visitar el mundo de la historuia La guerra que el tiempo olvidó como historia especial invitada por algún tiempo desde el Weird War Tales #100. Cuando se publicaba Weird War Tales, Isla Dinosaurio fue visitado por los Creature Commandos y una vez más por G.I. Robot. Esta fue la versión donde apareció por primera vez los Creature Commandos de la Segunda Guerra Mundial.
Isla Dinosaurio también fue utilizada por el escritor Tim Truman en una miniserie de cuatro números en 1998 Guns of the Dragón. En esta miniserie proporciona una historia relatada de 1920 una especie de origen de la isla.
En Darwin Cooke en su elseworld de 2003, la miniserie DC: La Nueva Frontera, Isla Dinosaurio fue parte de su historia alternativa, ya que es parte del preludio de apertura. Aquí, es visitada por el equipo militar conocido como Los Perdedores.
En mayo de 2008, Bruce Jones lanzó La guerra que el tiempo olvidó una miniserie limitada de 12 números, protagonizada por Enemy Ace, Firehair y Tomahawk por un lado y el Golden Gladiator, el Viking Prince y G.I. Robot por el otro.

## Ediciones recopilatorias
Un DC Showcase Presents recopiló en formato de colección rústica a blanco y negro, La guerra que el tiempo olvidó Vol. 1 publicado en 2007, reimprimió las historias que aparecieron originalmente entre 1960 a 1966.
- La guerra que el tiempo olvidó Vol. 1 (Recopila La guerra que el tiempo olvidó #1-6)
- La guerra que el tiempo olvidó Vol. 2 (Recopila La guerra que el tiempo olvidó #7-12)